# Antonio López García
Antonio López García (Tomelloso, 6 gennaio 1936) è un pittore e scultore spagnolo, conosciuto per il suo stile realistico.
È stato considerato dai critici neoaccademico, ovvero un maestro del Realismo (Robert Hughes). La sua pittura è stata il soggetto del documentario Il sole della mela cotogna (El sol del membrillo) (1992), diretto da Víctor Erice.

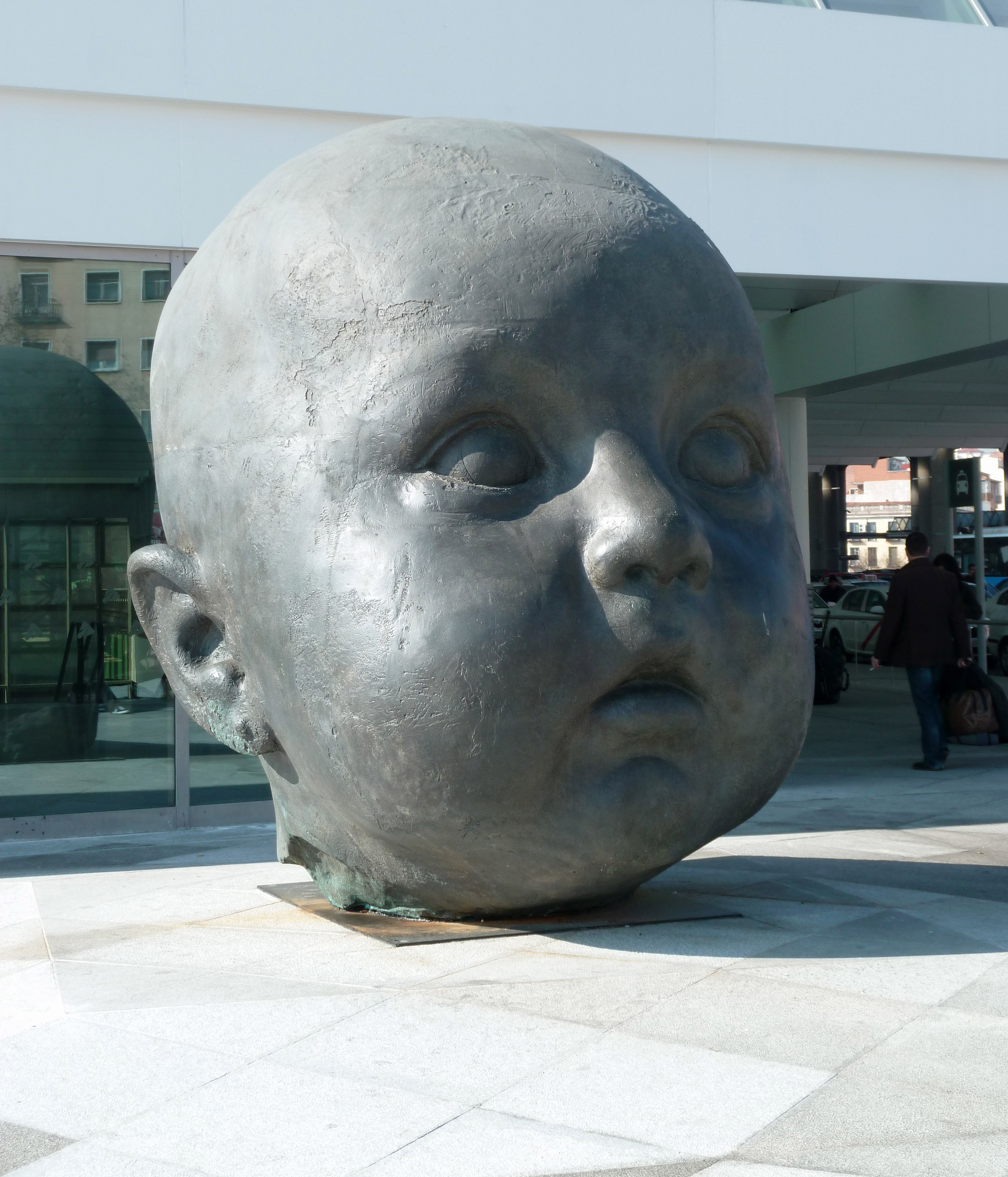
Giorno (2008). stazione di Atocha, Madrid.

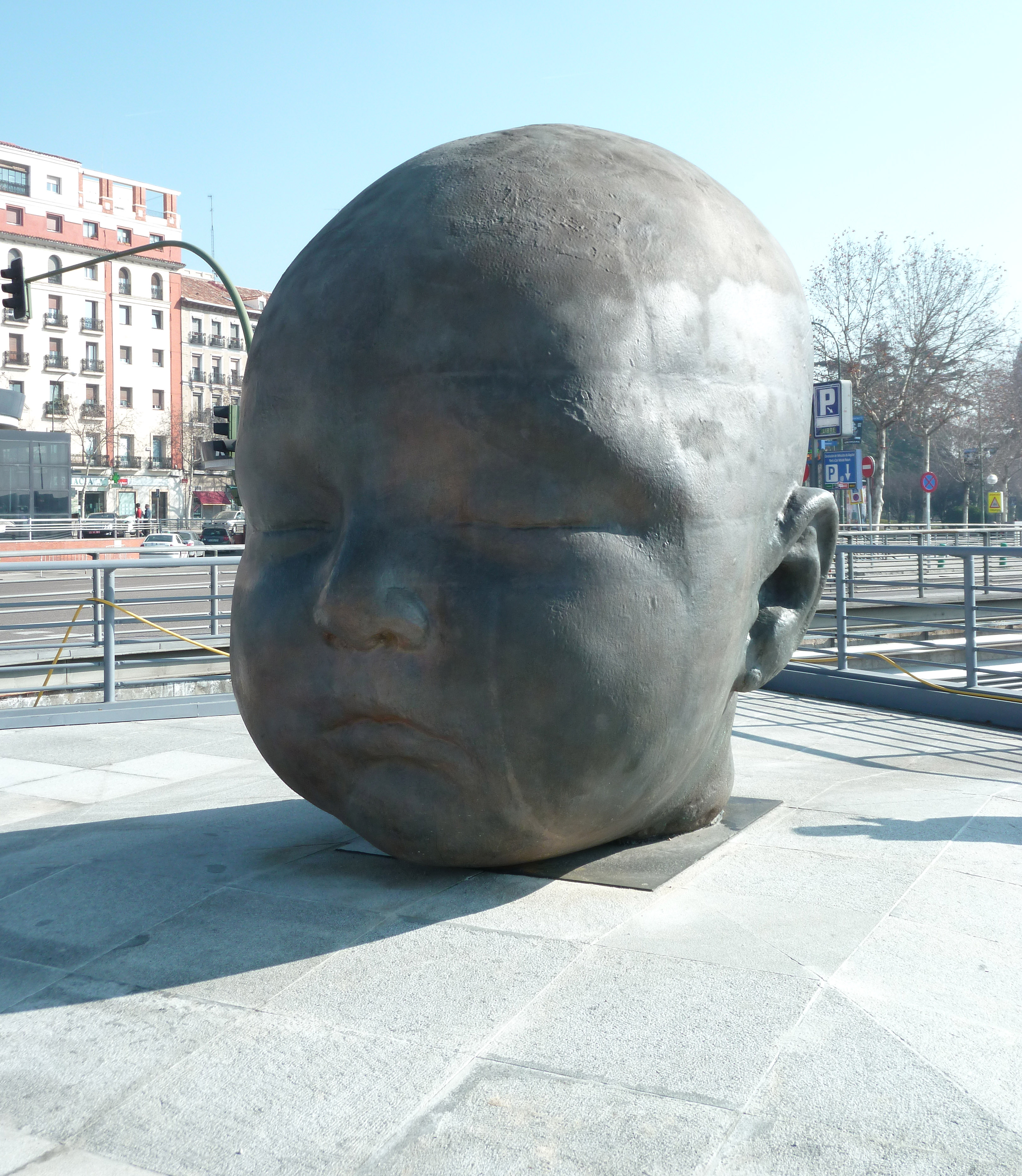
Notte (2008). stazione di Atocha, Madrid.

## Biografia

### Formazione
Nacque nel comune di Tomelloso presso Ciudad Real nel 1936, subito prima dello scoppio della guerra civile spagnola, da una famiglia di agricoltori. La sua precoce abilità nel disegno fu riconosciuta dallo zio Antonio López Torres, un locale pittore di paesaggi, che gli diede le prime lezioni.
Tra il 1950 e il 1955 studiò alla "Scuola d'arte" di Madrid, vincendovi numerosi premi. Presso la scuola conobbe la pittrice Maria Moreno, che sposò nel 1961 e strinse amicizia con Francisco Lopez Hernandez, Amalia Avia, and Isabel Quintanilla, con i quali costituì un gruppo realista a Madrid. La città era in quel periodo isolata dal panorama internazionale dell'arte e della cultura e López conobbe l'arte contemporanea in primo luogo dai libri della biblioteca scolastica.
Nel 1955 con una borsa di studio viaggiò in Italia con l'amico Francisco, studiando la pittura italiana a partire dal Rinascimento e parallelamente rivalutò la pittura presente nel Museo del Prado, e in particolare l'opera di Diego Velázquez.

### Evoluzione artistica
Tra il 1957 e il 1964 le sue opere avevano assunto elementi del Surrealismo: figure e oggetti apparivano fluttuare nello spazio e i quadri apparivano popolati di immagini distaccate dal loro contesto. Mostrò un crescente interesse per la raffigurazione di oggetti indipendentemente dal loro contenuto narrativo. Alla metà degli anni sessanta la sua pittura era intrisa di realismo magico (Francisco Carrettero e A. López García in conversazione, del 1959, Autunno, del 1961 e Il mare , dipinto tra il 1961 e il 1970. Il rilievo L'apparizione, del 1963, rappresenta un bambino sospeso a mezz'aria che guarda da una porta aperta). In seguito il mondo fisico assunse un'importanza sempre maggiore.
Nelle sue opere tridimensionali sono presenti affinità con il Rinascimento toscano (Testa di Carmencita, del 1965-68, ricorda opere in bronzo quattrocentesche di Desiderio da Settignano) e anche la pittura riprende tratti di opere del passato. I soggetti rappresentati sono umili e l'intento è quello di far percepire la bellezza nelle loro semplici forme e di invitare a riconsiderare la presenza degli oggetti comuni.
Intorno al 1960 aveva iniziato a dipingere vedute panoramiche di Madrid. L'artista continuava a lavorare su alcuni dipinti per più di vent'anni e alcuni furono lasciati incompiuti. Le opere venivano realizzate in varie tecniche tradizionali, dal disegno a matita, alla pittura ad olio su tela, intaglio in legno e rilievi in argilla.
La prima mostra personale fu tenuta nel 1961 a Madrid: a questa seguirono esposizioni presso la "Staempfli Gallery" di New York nel 1965 e nel 1968. Essendo un artista poco prolifico tenne poche esposizioni personali. Nel 1986 tenne la mostra personale maggiormente rappresentativa presso la Marlborough Gallery di New York. Sue opere sono presenti in diversi musei degli Stati Uniti.
Per la maggior parte della sua carriera lavorò in una cultura artistica dominata prima dall'astrattismo e poi dalle correnti di arte concettuale, ma la sua fama crebbe costantemente nel corso degli anni sessanta e settanta. Nel 1985 ottenne il premio Principe d'Asturia delle arti e nel 2006 il premio Velázquez delle arti plastiche.
Nel 1992 viene girato il documentario Il sole della mela cotogna di Víctor Erice.